# 旋转动能
旋轉動能或角動能是物體旋轉的動能，是物體總動能的一部份。固定參考系於物體的質心，則旋轉動能與物體的轉動慣量之關係是
{\displaystyle E_{k,rotation}={\frac {1}{2}}I\omega ^{2}\,\!}；
這裡，{\displaystyle \omega \,\!}是角速度，{\displaystyle I\,\!}是轉動慣量。
特別注意，在平移運動與旋轉運動裡，動能的方程式的相似：
{\displaystyle E_{k,translational}={\frac {1}{2}}mv^{2}\,\!}。
在旋轉系裡，轉動慣量{\displaystyle I\,\!}代替了質量{\displaystyle m\,\!}的角色；角速度{\displaystyle \omega \,\!}代替了直線速度{\displaystyle v\,\!}的角色。
- 一個滾動的圓柱體，旋轉動能的能量變化範圍，大概是從等於它的平移動能的一半（如果是實心的），到等於它的平移動能（如果是空心的）。

## 地球的旋轉動能
地球的自轉周期大約是23.93小時。它的角速度是7.29×10-5 rad·s-1。假設地球形狀是完美的球形，它的質量密度非常的均勻。那麼，它的轉動慣量是{\displaystyle I\,\!} = 9.72×1037 kg·m2（牛頓）。因此，它擁有旋轉動能2.58×1029焦耳。
如此巨大的動能，如果能加以利用，肯定會造福人群。借著潮汐能，可以開發出一部份旋轉動能。但是，這方法也添加全球性浪潮的摩擦力，微量的減慢地球的角速度{\displaystyle \omega \,\!}。依照角動量守恒定律，月亮環繞地球運行的角動量、距離、周期都會因此增加。